# Emile Chambon
Émile François Chambon (Ginebra, 10 de enero de 1905 – Collonge-Bellerive, 28 de octubre de 1993), fue un pintor e ilustrador suizo.

## Biografía

### Primeros años (1905-1928)
Emile fue el primer hijo de Émile-Joseph Chambon y de Joséphine, con apellido de soltera, Coppier. Nació el 10 de enero de 1904 en Ginebra. Tres años después del nacimiento de Emile, la madre dio a luz a una niña, Julia Mathilde Chambon, que durante su vida prestará ayuda a su hermano. En otoño de 1921, entró en la Universidad de Arte y Diseño de Ginebra, no sin dificultad, ya que la dirección de la universidad consideró que su familia no es lo bastante acomodada como para que Emile estudiara su carrera de artista. Una primera beca federal de estudios le fue otorgada en 1921 y le permitió efectuar un viaje con estancia en París donde fue acompañado por su padre. Este viaje le permitió familiarizarse con los pintores cubistas. Entre 1925 a 1928, trabajó cerca del pintor Jean-Louis Gampert, amigo de Roger de La Fresnaye; le prestó asistencia en su taller, como también para la realización de los decorados de la iglesia de Corsier, una comuna ubicada en el cantón de Ginebra.

### Reconocimiento (1928-1950)
En 1928 obtuvo una segunda beca federal, permitiendo así volver otra vez a París permaneciendo, aproximadamente, diez semanas. Allí descubrió el Museo del Louvre, donde realizó gran cantidad de copias, principalmente de las obras de artistas como Rembrandt, Rubens y Géricault. También visitó el Museo Guimet, el Museo del Petit Palais y los grandes monumentos de París. Debido a su débil economía, se vio obligado a volver a Ginebra antes de tiempo, dejando en París a sus amigos Chauvet y Van Berchem quienes habían viajado con él.

### Madurez (1950-1979)
En 1961 conoce en Ginebra, por el rodeo de uno de sus amigos comunes Jean-Louis Mathieu, del escritor Louise de Vilmorin que en seguida admira el trabajo del artista y le cobra cariño. El 10 de mayo de 1962, se coge en París el inauguración de una gran exposición Chambon a la galería Motte a instigación de Louise de Vilmorin. Es a ella que se debe por otra parte un prefacio elogioso en el catálogo de presentación de las obras. El año 1965 dedica al pintor y su colección ya que participa en la exposición " Künstler, Sammler " en Aargauer Kunsthaus, así como en una nueva presentación colectiva de obras de artistas suizos titulada Pittura contemporánea svizzera a la quinta Olmo sobre las orillas del lago de Côme. En 1966, una última gran retrospectiva es organizada en el Museo Rath. Sus lienzos - posturas comparado con sus colecciones - tienen la aprobación de todos de nuevo y las críticas de arte alaban la continuidad en su estilo, cualificado de refinado y de distinguido.

### Posteridad (1979-1993)
En los últimos años de su vida, Chambon esencialmente sueña con pérennisation de su obra. En febrero de 1980 encuentra al director del futuro museo de Carouge, con vistas a una donación que le desea hacerle a este último. Dos años más tarde el pintor regala en el museo de ocho grandes cuadros obras. En el ínterin, en octubre de 1981, cede una parte importante de sus colecciones - cerca de ochocientas piezas de arte africano y de Oceanía - el Museo de etnorgafía de Ginebra.
La Fundación Emile Chambon oficialmente ve la luz, el 4 de septiembre de 1995, dos años después de la defunción de Emile Chambon.